# Thecla porphyreticus
Thecla porphyreticus är en fjärilsart som beskrevs av Druce 1907. Thecla porphyreticus ingår i släktet Thecla och familjen juvelvingar. Inga underarter finns listade i Catalogue of Life.